# Субботін Андрій Миколайович
Андрій Миколайович Субботін (рос. Андрей Николаевич Субботин; 1 лютого 1973, м. Томськ, СРСР) — російський хокеїст, лівий нападник. Майстер спорту.

## Ігрова кар'єра
Вихованець хокейних шкіл «Кедр» (Томськ)/«Юність» (Свердловськ), перші тренери — Юрій Мартинов/Валерій Голоухов. Виступав за ЦСКА (Москва), «Автомобіліст» (Єкатеринбург), «Авангард» (Омськ), «Сибір» (Новосибірськ), «Локомотив» (Ярославль), «Нафтохімік» (Нижньокамськ), «Кубань» (Краснодар).
У складі національної збірної Росії учасник EHT 2003. У складі юніорської збірної СРСР учасник чемпіонату Європи 1991.
Освіта — вища. Закінчив Сибірську державну академію фізичної культури.
Брат: Дмитро Субботін.

## Досягнення
- Бронзовий призер МХЛ (1996)
- Срібний призер чемпіонату Росії (2001)
- Бронзовий призер Континентального кубка (1998).